# انیس آریکان
انیس آریکان (انگلیسی: Enis Arıkan؛ زادهٔ ۳ ژانویهٔ ۱۹۸۳) بازیگر، کمدین، مجری تلویزیون اهل ترکیه است. وی از سال ۱۹۹۸ میلادی تاکنون مشغول فعالیت بوده‌است.